# Филипович Ілля
Ілля́ Филипо́вич, також Ілярій (1837 — 1892) — церковний і громадський діяч Буковини, православний священик, ректор Духовної семінарії в Чернівцях, співзасновник товариства «Руська Бесіда». Ігумен і архимандрит монастиря в Сучевіці.